# Магадеева, Рашида Рафкатовна
Рашида Рафкатовна Магадеева (баш. Рәшиҙә Рәфҡәт ҡыҙы Мәһәҙиева; род. 8 февраля 1965 года, село Сакмар, Баймакский район) — российская и башкирская журналистка, ученый. Член Союза журналистов России и Республики Башкортостан с 1995 года. Кандидат филологических наук (2009, тема «Молодёжная печать Башкортостана: формирование, структура и тенденции: 1923-1941 гг.»). Лауреат премии Правительства Республики Башкортостан имени Шагита Худайбердина (1999). Заслуженный работник печати и массовой информации Республики Башкортостан (2004). Заслуженный журналист Российской Федерации (2022).

## Биография
Рашида Рафкатовна Магадеева родилась 8 февраля 1965 года в деревне Сакмар Баймакского района. Окончила Московский государственный университет имени Ломоносова.
- С 1988 года — заведующая отделом газеты «Башкортостан пионеры».
- С 1990 года — заведующая отделом, с 1991 года заместитель главного редактора газеты «Йэшлек».
- С 2001 года — главный редактор газеты «Азна».
- С 2006 года — главный редактор студии телевидения АО «ТРК „Башкортостан“».
- Руководитель сектора электронных СМИ Агентства по печати и СМИ РБ.
- С 2016 года — заведующий кафедрой журналистики Башкирского государственного университета.
- с 02.2017 года — главный редактор журнала «Ватандаш».

## Творческая деятельность
Автор статей о молодежной печати РБ, книг, сказок для детей «Аҡбай ҡалаға бармай» (2006; «Акбай в город не едет»).
- Электронные СМИ Башкортостана: учебное пособие / Р. Р. Магадеева; Министерство образования и науки РФ, Башкирский государственный университет. — Уфа: РИЦ БашГУ, 2017. ISBN 978-5-7477-4564-3
- Эйтер hʏҙем етhен кешеләргә / Рәшиҙә Мәhәҙиева. — Өфө: Башҡортостан, 2025. ISBN 978-5-8258-0541-2